# 351 a.C.

## Eventos
- Caio Sulpício Pético, pela quinta vez, e Tito Quíncio Peno Capitolino Crispino, pela segunda vez, cônsules romanos.
- Marco Fábio Ambusto é nomeado ditador e escolhe Quinto Servílio Aala como seu mestre da cavalaria.